# Гуров, Евгений Алексеевич
Евге́ний Алексе́евич Гу́ров (21 января 1897, Раменское, Московская губерния — 31 декабря 1987, Москва) — советский актёр театра и кино, режиссёр.

## Биография
Родился в городе Раменское Российской империи, ныне Московской области 21 января 1897 года. Окончил сельскую школу, затем поступил в Малаховскую гимназию. Учился прилежно; один из преподавателей гимназии, человек состоятельный, оплачивал учёбу Гурова первые два года, затем он был переведён на стипендиальную основу.
В 1914 году мать устроилась на работу в московский военный госпиталь, и Гуров поселился у тетки, ткачихи Раменской фабрики. Прожил у неё до окончания гимназии в 1918 году и затем отправился в Москву. Здесь поступил в высшее техническое училище на архитектурное отделение, затем перешёл в училище живописи, а после — во ВХУТЕМАС. Параллельно с обучением живописи занимался актёрским мастерством в драматической студии «Молодые мастера», его руководителем был Илларион Николаевич Певцов.
С 1922 года Евгений Гуров сотрудничал с МХАТом-вторым — сначала работал актёром, затем режиссёром. В сотрудничестве с Лидией Дейкун Гуров поставил в 1926 году спектакль «Девичий переполох». Эта постановка не попала в «прокат», поскольку масштаб спектакля не соответствовал взятому театром курсу на мировую трагедию. В 1935 году Гуров выпустил спектакль по Островскому «Комик XVII столетия», однако этой работе также не суждено было стать достоянием публики. В 1936 году, после закрытия театра, перешёл в театр имени МОСПС, а с 1938 года — в Ленком.
Во время Великой Отечественной войны Гуров трудился во фронтовом театре «Искра». В 1945—1946 годах — в студии при Камерном театре в качестве режиссёра и актёра. После этого вернулся в Ленком, где работал более десяти лет. В 1959 году был приглашён в Магаданский областной музыкально-драматический театр имени Горького, где работал режиссёром и исполнял роли в спектаклях. В середине 1960-х годов вернулся в Москву и начал работу в кино. Его первой ролью в кинокартине стала работа в комедии Игоря Ильинского и Ханана Шмайна «Однажды летом». В дальнейшем Гуров оставил театр и только снимался в кино.
Умер 31 декабря 1987 года в Москве на 91-м году жизни. Похоронен на Введенском кладбище (25 уч.).

## Творчество

### Роли в театре

#### Ленком
- «Вторая любовь» — селекционер
- «Живой труп» — Александров
- «Наш общий друг» — мистер Лэммль
- «Семья» — Егор, рыбак
- «Губернатор провинции» — Ганс Шмидт
- «За тех кто в море» — Будков, мичман, боцман катера № 101
- «Цель Жизни» — Феоктист Львович

### Роли в кино
- 1936 — Однажды летом — зритель-ассистент на представлении
- 1938 — Доктор Айболит — Робинзон
- 1938 — Друзья — Магомет
- 1939 — Минин и Пожарский — Де Малло
- 1940 — Суворов — Вейротер
- 1940 — Яков Свердлов — прокурор
- 1946 — Глинка — сановник
- 1948 — Мичурин — гость Быкова
- 1955 — Земля и люди — Херувимов
- 1956 — Разные судьбы — член бюро парткома Капров
- 1956 — Своими руками — председатель колхоза «Красный Октябрь»
- 1956 — Убийство на улице Данте — гримёр
- 1957 — Девушка без адреса — прораб Иван Романович
- 1957 — Дело было в Пенькове — корреспондент
- 1957 — Ночной патруль — Сергей Иванович Никифоров, главбух
- 1958 — Поэма о море — Григорий Львович Шиян
- 1959 — Василий Суриков — академик
- 1959 — Жестокость — шарманщик
- 1959 — Песнь о Кольцове
- 1959 — Шинель — человек в парике
- 1965 — Рано утром — дядя Саша, вахтёр
- 1965 — Сердце матери — член суда
- 1966 — Герой нашего времени — доктор
- 1967 — Анна Каренина — господин в театре
- 1967 — Операция «Трест» — камергер Ртищев
- 1968 — Ташкент — город хлебный — старик
- 1968 — Золотой телёнок — официант
- 1969 — Адам и Хева — старик-дагестанец
- 1969 — Варькина земля — дед Кондрат
- 1969 — Преступление и наказание — посетитель ресторана
- 1970 — Бег — смотритель
- 1970 — В Москве проездом… — продавец атласов и карт
- 1970 — Карусель — музыкант
- 1970 — Салют, Мария! — эпизод
- 1970 — Хуторок в степи — эпизод
- 1971 — Корона Российской империи, или Снова неуловимые — посетитель ресторана
- 1971 — Ехали в трамвае Ильф и Петров — бухгалтер
- 1972 — За всё в ответе — участник встречи выпускников
- 1973 — Семнадцать мгновений весны —  хозяин птичьего магазина в Берне
- 1973 — Следствие ведут ЗнаТоКи. Побег — Василий Васильевич Полозов, дед
- 1973 — Совсем пропащий — старик на церемонии прощания
- 1973 — Вечный зов — доктор физико-математических наук
- 1974 — Абу Райхан Беруни — Прокл, византийский математик и астроном
- 1974 — Романс о влюблённых — сосед
- 1974 — Скворец и Лира — Вильгельм, нелегал
- 1975 — Агония — лакей императора
- 1975 — Бегство мистера Мак-Кинли — господин на симпозиуме
- 1975 — Это мы не проходили — доктор
- 1975 — Мальчик и лось — лодочник
- 1975 — Ольга Сергеевна — старый моряк
- 1976 — Два капитана — чиновник юстиции
- 1976 — Легенда о Тиле — священник
- 1976 — Пока бьют часы — придворный
- 1977 — Предательница — дядя Коля
- 1977 — Степь — чабан
- 1977 — Счёт человеческий
- 1977 — Хомут для Маркиза — старик в коридоре
- 1978 — Отец Сергий — генерал в свите Николая I
- 1978 — Подарок чёрного колдуна — Белый Оборотень, хозяин звонницы
- 1979 — Отец и сын — эпизод
- 1979 — Поэма о крыльях — фотограф
- 1979 — Фрак для шалопая — пассажир электрички
- 1981 — Две строчки мелким шрифтом — Пётр Петрович Генералов, революционер
- 1984 — Выигрыш одинокого коммерсанта — отец Нэнси

### Озвучивание мультфильмов
- 1981 — Тайна третьей планеты — ушан-продавец пургуру, поведавший Алисе о говорунах

## Награды и премии
- Медаль «За трудовую доблесть» (15 февраля 1948) — за большие заслуги в деле развития советского театра, в связи с двадцатилетием со дня основания Московского театра имени Ленинского Комсомола[1].